# Falárica
A falárica é uma lança de arremesso ibérica, da antiguidade clássica, semelhante ao pilo, amiúde utilizada como arma incendiária. A ponta metálica, aguçada e afilada, mediria à volta de 90 centímetros e a haste, tradicionalmente em madeira de teixo, teria perto do mesmo comprimento. Tinha óptimo potencial enquanto arma perfurante, para fazer frente a tropas e estruturas couraçadas.
Os iberos enrolavam-nas na ponta com material inflamável, geralmente estopa embebida em pez, que depois ateavam, tornando-as em projécteis incendiários, que eram, em seguida, atirados a escudos, construções militares ou fortificações inimigas para as incendiar.

## Feitio
O hastil, pesado e de secção quadrada, era tradicionalmente feito de madeira de teixo e mediria cerca de 90 centímetros de comprimento. Ostentava uma ponta ou ferrão metálico de igual comprimento ao hastil, que era afiado e fino, estando concebido de feição para poder perfurar armaduras.

## Uso
A ponta era envolvida em estopa e pez ou outras substâncias altamente inflamáveis, que depois se ateavam a arder. Usava-se para duas finalidades possíveis:
1. Combate à queima-roupa: lançava-se a falárica incendiária sobre o inimigo, por forma a ateá-lo a arder. Mesmo que o alvo amparasse o golpe com o escudo, rapidamente, ter-se-ia de desfazer dele, porquanto, mesmo que aquele tivesse alguns componentes metálicos, seria inevitavelmente feito de materiais combustíveis aos quais o fogo de comunicaria facilmente.[8]
2. Ataque a estruturas e veículos: lançavam-se faláricas flamejantes contra os engenhos de poliorcética, como as quirobalistas, as gastrafetas ou os escorpiões, a fim de as inutilizar; o mesmo valendo para embarcações e carros de combate, os quais, uma vez incendiados, tendiam a ser desertados pelos ocupantes.[9]

Em qualquer dos casos, as faláricas tinham a vantagem de produzirem um efeito psicológico desconcertante nas vítimas que, inadvertidamente, para escapar-se ao fogo, tendiam a baixar a guarda, acabando por vulnerabilizar-se aos ataques seguintes.
O arremesso da falárica podia ser potenciado por propulsores ou armas de cerco, a fim de lhes conferir maior velocidade e maior alcance. Sílio Itálico aludiu ao uso bélico da falárica, no seguinte relato: 

«Os sitiados refugiaram-se nas muralhas, arredando o inimigo graças às faláricas, lançadas em salvas, a poder de muitos braços… arremessadas, como os raios de Júpiter, do cimo das muralhas da cidadela, constelaram o ar de faúlhas incandescentes, como a cauda de um meteoro, para maravilhar os homens com o seu rasto vermelho cor de sangue… e quando dardejou o flanco de uma torre de assalto, ateou-lhe fogo, que trepou pela madeira da estrutura até que esta se desconjuntasse, consumida pelas chamas.»

## Etimologia
O substantivo «falárica» vem do grego antigo phalòs (φαλòς), que por seu turno vem do étimo phala (antiga torre de vigia redonda, das pólis gregas, de onde se lançavam as faláricas), ou do étimo phalēròs (φαληρòς) "reluzente; incandescente", por alusão às qualidades incendiárias desta arma.
Esta palavra tem o mesmo étimo que a palavra portuguesa «farol».

## História
Sendo certo que há algumas abonações literárias romanas que se servem do substantivo «falárica» em sentido lírico, sem indicação clara da sua natureza concreta ou proveniência. Também há registos literários mais objectivos sobre este assunto, graças aos quais foi possível asseverar que as raízes da falárica provêm do Mediterrâneo Ocidental. A título de exemplo, Flávio Vegécio, no seu tratado militar de 370 d.C, descreve a falárica nos seguintes termos:

«A falárica é um hastil, encimado por um ferro forte, impregnado com enxofre, resina, betume e estopa embebida em óleos inflamáveis, o qual, alado pelo ímpeto de uma besta, é capaz de romper por entre as coberturas, espetando-se ainda a arder na madeira das estruturas e queimando as torres de assalto.»

Há outras alusões históricas às faláricas, anteriores a esta, contudo. A título de exemplo, no âmbito das Guerras Ilíricas, em 156 a.C., quando Caio Márcio Fígulo sitiou a cidade de Delmínio na Dalmácia, há registos de as forças romanas terem usado este tipo de projécteis. De acordo com Ário de Alexandria, as tropas romanas dispararam pértigas de teixo, com dois cúbitos de comprimento, revestidas a linho, untado com pez e enxofre, a arder, para o interior das muralhas, servindo-se de catapultas.

## Origem
Há referências históricas que aludem ao uso das faláricas às mãos dos guerreiros ibéricos, na resistência às invasões cartaginesas. Foram encontrados vestígios de faláricas em jazidas arqueológicas de Iberos e Celtiberos, dos séculos III a I a.C.